# Kasigluk (Alaska)
Kasigluk es un lugar designado por el censo ubicado en el Área censal de Bethel en el estado estadounidense de Alaska. En el Censo de 2010 tenía una población de 569 habitantes y una densidad poblacional de 16,74 personas por km².

## Geografía
Kasigluk se encuentra en las coordenadas 60°52′44″N 162°31′35″O / 60.87889, -162.52639. Según la Oficina del Censo de los Estados Unidos, Kasigluk tiene una superficie total de 33.98 km², de la cual 31.29 km² corresponden a tierra firme y (7.93%) 2.69 km² es agua.

## Demografía
Según el censo de 2010, había 569 personas residiendo en Kasigluk. La densidad de población era de 16,74 hab./km². De los 569 habitantes, Kasigluk estaba compuesto por el 3.34% blancos, el 0% eran afroamericanos, el 94.73% eran amerindios, el 0% eran asiáticos, el 0% eran isleños del Pacífico, el 0% eran de otras razas y el 1.93% pertenecían a dos o más razas. Del total de la población el 0.18% eran hispanos o latinos de cualquier raza.

## Localidades adyacentes
El siguiente diagrama muestra a las localidades más próximas a Kasigluk.